# Xarxa de llarg abast
Una xarxa de llarg abast, xarxa d'àrea estesa o WAN (de l'anglès, wide area network) és un tipus de xarxa informàtica que destaca per la seva grandària, capaç de cobrir distàncies des del 100 als 1000 km, així acostumen a ser WANs aquelles xarxes que traspassen límits municipals, regionals o estatals. Les WAN són formades per conjunts de LAN (xarxes petites). Normalment quan parlem de WAN parlem de xarxes d'operadores, científiques, governamentals, etc.
Una WAN és una xarxa punt a punt, és a dir, una xarxa de paquet commutat. Les xarxes WAN poden utilitzar sistemes de comunicació via satèl·lit o via ràdio. Va ser l'aparició dels portàtils i les PDA que van començar a introduir el concepte de xarxa sense fils.